# Esenler

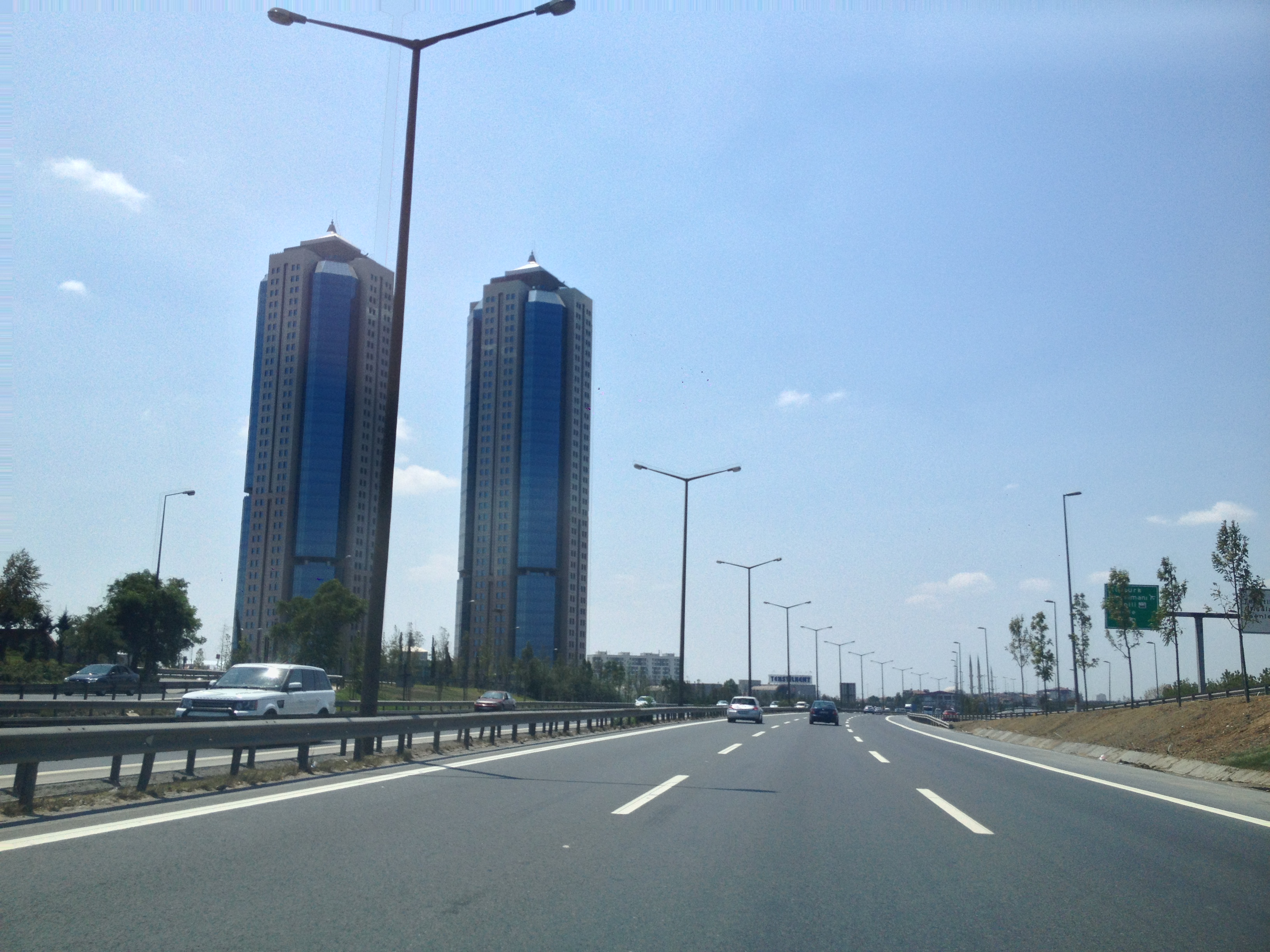
Tekstilkent Towers in Esenler district

Esenler è un distretto e un comune soggetto al comune metropolitano di Istanbul. È situato nella parte europea della città.